# Чумак, Евгений Фёдорович
Евгений Фёдорович Чума́к (6 мая 1946 — 8 июня 2012) — советский и украинский скульптор. Народный художник Украины (2006).

## Биография
Евгений Федорович Чумак родился 06.05.1946 г. в г. Алчевск Луганской области.
Окончил Луганское художественное училище (1965), Харьковский художественно-промышленный институт (1970).
Работал преподавателем в Луганском художественном училище, скульптором в Луганском художественно-производственном комбинате.
С 1973 года участвовал в выставках. Член Союза художников УССР (1982), Международной ассоциации «Художники мира» (1996).
Занесён во «Всемирную энциклопедию художников мира всех времен и народов» (издание Лейпциг — Мюнхен, т. 23, 1999), в «Золотую книгу Украины — 2000».
Профессор Луганского национального университета имени Тараса Шевченко.
Умер 8 июня 2012 года.

## Основные произведения скульптора
1. «Всегда готов»,
2. «Донбасівка»,
3. «Тревожная молодость»,
4. «Друзья»,
5. «В родном краю»,

скульптуры:
1. «Почаевская Богородица» (Перевальск, 2002),
2. «Архистратиг Михаил» (Луганск, 2003).

памятники:
1. «Воинам освободителям» (Луганск, 1991),
2. «Студентам и преподавателям Восточноукраинского национального университета, погибшим в годы Второй мировой войны» (Луганск, 1995),
3. «Журавли» на Могиле Неизвестного Солдата (Луганск, 2000),
4. «В честь 2000-летия Рождества Христова» (Луганск, 2000),
5. «Ликвидаторы аварии на Чернобыльской атомной станции» (Луганск, 2000),
6. «Антрацитовцам — участникам штурма Берлина» (Антрацит, 2005),
7. «Михаил Матусовский» (Луганск, 2007).

## Награды
- Народный художник Украины (2006).
- Почётный гражданин г. Луганска (2010).

## Скульптуры
- Михаил Матусовский
- Героям-ликвидаторам последствий аварии на ЧАЭС
- «Журавли» на Могиле Неизвестного Солдата
- Воинам освободителям
- В честь 2000-летия Рождества Христова